# Sighetu Marmației
Sighetu Marmației là một đô thị thuộc hạt Maramureș, România. Dân số thời điểm năm 2002 là 41246 người.